# Вэлчинец (Каларашский район)
Вэлчинец (рум. Vălcineț, Волчине́ц) — село в Каларашском районе Молдавии. Относится к сёлам, не образующим коммуну.

## География
Село расположено в 14 километрах от города Калараш и в 66 километрах от Кишинёва на высоте 205 метров над уровнем моря.

## Население
По данным переписи населения 2004 года, в селе Вэлчинец проживает 4165 человек (2063 мужчины, 2102 женщины).
Этнический состав села:
| Национальность | Число жителей | Процентный состав |
| -------------- | ------------- | ----------------- |
| молдаване      | 3956          | 94.98             |
| румыны         | 173           | 4.15              |
| цыгане         | 20            | 0.48              |
| украинцы       | 7             | 0.17              |
| русские        | 7             | 0.17              |
| поляки         | 1             | 0.02              |
| прочие         | 1             | 0.02              |
| Всего          | 4165          | 100 %             |

## Достопримечательности
В селе в 2015 году готовлся к открытию спортивно-туристический комплекс.